# Canton de Montbron
Le canton de Montbron est une ancienne division administrative française située dans le département de la Charente et la région Nouvelle-Aquitaine.

## Administration: conseillers généraux de 1833 à 2015
| Période | Période      | Identité                            | Étiquette                | Qualité |
| ------- | ------------ | ----------------------------------- | ------------------------ | --- |
| 1833    | 1858 (décès) | Gabriel Devars (1786-1858)          |                          | Juge de paix au tribunal civil d'Angoulême |
| 1858    | 1877         | Pierre Polynice Vallantin-Dulac     | Droite                   | Notaire Maire de Montbron, conseiller d'arrondissement                                                                                         |
| 1877    | 1903 (décès) | Paul Lacombe                        | Républicain              | Médecin Sénateur (1901-1903), maire de Montbron                                                                                                |
| 1903    | 1915 (décès) | Léon Rebière-Laborde (1872-1915)    | Républicain              | Médecin Maire de Montbron (1902-1915) Mort pour la France                                                                                      |
| 1915    | 1919         | siège vacant                        |                          | |
| 1919    | 1931         | François Guyonnet (1870-1948)       | Rad.ind.                 | Vétérinaire Maire de Montbron (1931-1935) |
| 1931    | 1937         | Jean-Baptiste Boucheron (1876-1956) | SFIO-USR                 | Sabotier, conseiller municipal de Montbron |
| 1937    | 1940         | Emile Rippe (1891-1987)             | USR                      | Charron à Saint-Sornin |
|         |              |                                     |                          | |
| 1945    | 1949         | Jean-Marie Groulade                 | PCF                      | Cultivateur Maire d'Écuras |
| 1949    | 1955         | Robert Bricq                        | RI puis ARS              | Directeur d'usine à Montbron |
| 1955    | 1961         | Jean-Marie Groulade                 | PCF                      | Cultivateur Adjoint au maire d'Écuras |
| 1961    | 1992         | Pierre Lacour                       | DVD puis CD puis UDF-CDS | Vétérinaire Maire de Montbron (1965-1971, 1977-1995) Sénateur (1980-1996)                                                                      |
| 1992    | 2015         | Michel Boutant                      | PS                       | Professeur Maire de Montbron (1995-2004) Suppléant du député Jean-Claude Viollet Président du Conseil général (2004-2015) Sénateur (2008-2021) |

## Conseillers d'arrondissement de 1833 à 2015
| Période | Période      | Identité                                    | Étiquette           | Qualité |
| ------- | ------------ | ------------------------------------------- | ------------------- | --- |
| 1833    | 1839         | Ferdinand Duvoisin de Soumagnac (1791-1875) |                     | Médecin, maire de Montbron                                                                                          |
| 1839    | 1852         | M. Bastier                                  |                     | Propriétaire à Rouzède                                                                                              |
| 1852    | 1858         | Pierre Polynice Vallantin-Dulac (1808-1883) |                     | Notaire à Montbron                                                                                                  |
| 1858    |              | M. Larenaudie fils                          |                     | Propriétaire à Montbron                                                                                             |
|         |              |                                             |                     | |
| 1880    | 1898         | Louis Sauzet                                | Républicain         | Propriétaire, conseiller municipal de Montbron                                                                      |
| 1898    | 1904         | Jean-Gustave Lamoure                        | Républicain         | Adjoint au maire, puis maire de Montbron                                                                            |
| 1904    | 1919         | Maurice Raynaud                             | Républicain Radical | Avoué, conseiller municipal de Marthon puis conseiller municipal de Ruffec Député (1906-1924), Ministre (1913-1914) |
| 1919    | 1922         | Gabriel Niort                               |                     | Propriétaire, conseiller municipal de Montbron                                                                      |
| 1922    | 1928         | Léonard Petit                               | SFIO                | Instituteur, maire de Marthon                                                                                       |
| 1928    | 1934 (décès) | Eugène Guyonnet                             | SFIO                | Propriétaire cultivateur à Vouthon                                                                                  |
| 1934    | 1940         | Roger Fort                                  | PAPF                | Agriculteur à Dirac, Secrétaire général de la Fédération agraire de Charente                                        |
| 1940    |              |                                             |                     | Les conseils d'arrondissement ont été suspendus par la loi du 12 octobre 1940 et n'ont jamais été réactivés         |

Sources : Journal "La Charente" https://gallica.bnf.fr/ark:/12148/cb32740226x/date&rk=21459;2.

## Composition
- Le canton de Montbron regroupait quatorze communes et comptait 6 904 habitants (recensement 2006 sans doubles comptes ou population municipale selon la nouvelle définition de l'INSEE).

| Communes                  | Population (2012) | Code postal | Code Insee |
| ------------------------- | ----------------- | ----------- | ---------- |
| Charras                   | 315               | 16380       | 16084      |
| Écuras                    | 650               | 16220       | 16124      |
| Eymouthiers               | 304               | 16220       | 16135      |
| Feuillade                 | 313               | 16380       | 16137      |
| Grassac                   | 265               | 16380       | 16158      |
| Mainzac                   | 110               | 16380       | 16203      |
| Marthon                   | 601               | 16380       | 16211      |
| Montbron                  | 2 145             | 16220       | 16223      |
| Orgedeuil                 | 216               | 16220       | 16250      |
| Rouzède                   | 261               | 16220       | 16290      |
| Saint-Germain-de-Montbron | 460               | 16380       | 16323      |
| Saint-Sornin              | 793               | 16220       | 16353      |
| Souffrignac               | 130               | 16380       | 16372      |
| Vouthon                   | 341               | 16220       | 16421      |

## Démographie
| 1962  | 1968  | 1975  | 1982  | 1990  | 1999  | 2006  | 2011  | 2012  |
| ----- | ----- | ----- | ----- | ----- | ----- | ----- | ----- | ----- |
| 7 649 | 7 188 | 7 126 | 7 106 | 7 012 | 6 745 | 6 904 | 7 136 | 7 129 |